# جرف ذى نوبة (الرضمة)

تعديل مصدري - تعديل

جرف ذى نوبة محلة تابعة لقرية ذى اشرع، التابعة لعزلة سودان بمديرية الرضمة إحدى مديريات محافظة إب في الجمهورية اليمنية.، بلغ تعداد سكانها 199 حسب تعداد اليمن لعام 2004.